# Wizo

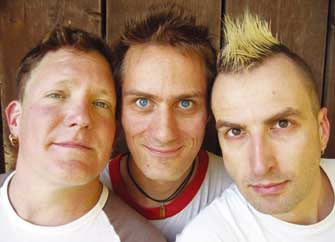
Wizo.

Wizo [ˈviːzo] es una banda de punk alemana que se originó en 1986 en Sindelfingen, la sede de una de las más importantes fábricas de automóviles del grupo Daimler AG (Mercedes, Smart...) en el Land alemán de Baden-Württemberg. En un principio la banda se llamaba "Wieso" (algo así como "¿Por qué?") pero pronto cambiaron el nombre por el actual "Wizo".

## Orígenes y primeros pasos
Su primer concierto fue en ese año 1986, y le siguieron varias actuaciones en los alrededores de Sindelfingen. El grupo desde un principio se ha caracterizado por la adaptación en clave de humor en sus canciones de temas políticos (punk político), manteniendo siempre una fuerte oposición al Nazismo, Fascismo o racismo.
Los miembros fundadores de la banda son Axel Kurth (guitarra), Jochen Bix (cantante) y Jörn Genserowski (bajo). En un principio no había batería y, hasta la entrada en el grupo de Ratz Plapp, los sonidos de batería de las canciones se grabaron gracias a una caja de ritmos por ordenador. Ratz duraría poco en el grupo y fue sustituido por Karl Heinz "Charly" Zask.  Jochen Bix, el cantante inicial, abandonó al igual que Ratz la banda en 1988 tras cantar tan solo unas pocas canciones entre las que está la versión de "Breaking the Law" de Judas Priest.
En ese turbulento año de 1988, Wizo saca su primera maqueta Keiner ist Kleiner. Axel Kurth se hizo entonces cargo de la banda añadiendo a la de guitarra solista la función de cantante del grupo. Wizo funda entonces su propio sello discográfico: el "Hulk Räckorz".

## Primer disco, primeros años de los 1990 y primeras polémicas
Tras un el primer single llamado "Klebstoff", en 1991, en el estudio de un amigo en Stuttgart, Wizo graba su primer disco Für'n Arsch. Tras este primer disco salió el Bleib Tapfer en 1992. En este disco Wizo incluía una canción en tono de desprecio hacia Roy Black, un famoso actor y cantante alemán que había muerto el año anterior. En esa canción Wizo cambiaba la letra de una famosa nana alemana por el siguiente verso "Roy Black ist tot", generando, como no, una gran controversia. El álbum entero fue calificado por la revista alemana BILD como el peor álbum del año en Alemania.
Sin embargo, un año después Wizo consiguió el que se puede considerar su primer gran éxito en una escala superior a la alcanzada hasta el momento: con su versión del famoso "All That She Wants" de Ace of Base, Wizo consiguió que su vídeo saliese a la luz en una cadena musical de nivel internacional como es la MTV. Sin embargo Wizo fue demandada por no tener los derechos de dicha canción y menos para salir por la MTV. Al final una sentencia judicial obligó al grupo a ceder de nuevo los derechos a Ace of Base, autores originales de la canción.
El siguiente álbum de la banda tras el descalabro de Bleib Tapfer fue UUAARRGH!. Al contrario que su predecesor, UUAARRGH! obtuvo un mayor éxito alcanzando rápidamente las 500.000 copias vendidas. Gracias al éxito de este disco Wizo pudo actuar en el festival "Chaostagen" en Hannover, saliendo en los titulares del programa "Tagesschau".
En 1995 Wizo vivió dos situaciones totalmente contrapuestas. Por un lado sacó al mercado un nuevo álbum llamado Herrénhandtasche, mientras que por el otro la justicia apartaba del mercado a otro de sus 'hijos': el Für'n Arsch fue prohibido por incitación al terrorismo (en concreto al terrorismo de la RAF). Sin embargo, ese contratiempo no impidió a la banda realizar una gira en verano por los EE. UU. con la "Vans Warped Tour", actuando en escenarios importantes del panorama punk estadounidense y saliendo en el programa "Wah Wah" de la cadena VIVA. En otoño de ese mismo año Wizo actuaba como telonera de la famosa banda punk alemana Die Ärzte.
La última polémica de ese intenso año 1995 fue la denuncia por parte del arzobispado de Ratisbona del uso de un cerdo colgado en la cruz como una de las carátulas del grupo. El arzobispado ganó la batalla judicial y en las posteriores ediciones del disco la imagen del cerdo en la cruz desapareció obedeciendo a la sentencia de 1999 del Juzgado n.º 2 de Ratisbona, quién consideró que era un delito insultar de esa manera las creencias religiosas.
Ya en 1996, Ingo Hahn sustituye al 'duradero' en la banda Karl Heinz "Charly" Zask. En este año Wizo participa en el Bizarre-Festival de Colonia ante unas 40.000 personas, siendo el concierto grabado por la WDR y la MTV. Sin embargo, como no podía ser de otra manera, la polémica volvió a surgir cuando Wizo pidió a los cámaras no grabar al público. Ante esto, las cadenas optaron por detener la grabación del concierto y Wizo decidió cantar entonces su canción "Kein Gerede". Entonces, el cantante Axel pisó una de las cámaras de televisión. La banda Such A Surge declaró posteriormente que los Wizo habían sido arrestados provisionalmente detrás del escenario al acabar la actuación.

## Fin de los años 90 y ruptura del grupo
Tras todas las polémicas de inicios de los 90 una gira por Japón en 1997, Wizo sacó en ese mismo año un nuevo single en colaboración con la banda japonesa de punk Hi-Standard: "Weihnachten stink!". En 1998, Ingo Hahn fue reemplazado por el actual batería Thomas Guhl y otro single salió a la luz: "Kraut & Rüben".
Tras seis años sin trabajos en el mercado, Wizo volvía en 2004 con la esperanza de reeditar el éxito de su UUAARRGH! lanzando su nuevo álbum Anderster, que, a pesar de la renuncia por parte de la banda a ser publicitado salvo por una pequeña nota en su página web, vendió en pocos días más de 20.000 copias. En este álbum Wizo ya no solo quería mostrar su lado punk sino que además quería experimentar con nuevos sonidos como el Ska. Este disco fue una novedad también desde el punto de vista de la distribución, ya que Wizo fue el primer grupo en distribuir un disco en una llave USB con las canciones en mp3 con un alto bitrate, incluyendo además vídeos, fotos, letras y partituras de guitarra.
Tras la salida de Anderster, Wizo anunció su intención de disolverse en 2005. Antes de esa fecha de disolución, la banda se embarcó en una gira de despedida de 38 conciertos repartidos por Alemania, Austria, Hungría, Suiza e Italia.

## Trabajos en solitario y vuelta de Wizo
Tras la ruptura, el líder de Wizo, Axel Kurth, bajo el seudónimo XLQ, compuso varias canciones. La primera fue para celebrar el título de Bundesliga del VfB Stuttgart en 2007 y le siguieron versiones del "Als Ich Fortging" de Michaelis Dirk y "Pour un Flirt" de Michel Delpech. Tras estos trabajos, XLQ se volcó en la producción para otros músicos y grupos, desarrollando acordes de guitarra para ellos.
En noviembre de 2009, Wizo anunció su regreso por medio de su página web. En esta nueva etapa del grupo, el bajista y cofundador de Wizo, Jörn Genserowski no ha tomado parte y su lugar lo ha ocupado Thorsten Schwämmle. La idea de los actuales miembros de Wizo, Axel Kurth, Thorsten Schwämmle y Thomas Guhl es lanzar un nuevo disco y presentarlo en los numerosos festivales de verano de 2010 los cuales se llevaron a cabo en algunas ciudades de Alemania y en 2011 hicieron conciertos en Austria.

## Nuevo disco de Wizo
El 13 de junio de 2014 WIZO Publica su nuevo álbum "Punk gibt's nicht umsonst! (Teill III)" en esta nueva etapa toma el puesto de bajista Ralf Dieter. De esta forma los actuales Wizo, Axel Kurth, Ralf Dieter y Thomas Guh hicieron un largo y exitoso tours presentando el nuevo disco en varias ciudades de Alemania, así como también hicieron presentaciones en Austria, Suiza e Italia.

## Discografía

### Álbumes de estudio
- 1991: Für'n Arsch (Hulk) - auch aus
- 1992: Bleib tapfer LP/CD (CD mit für'n Arsch LP als Bonus) (Hulk) - so nicht mehr zu kriegen
- 1994: Uuaarrgh! DO-LP/CD (Hulk)
- 1995: Herrénhandtasche Mini-CD/10" (Hulk)
- 2004: Anderster - CD/LP (Hulk Räckorz)
- 2014: Punk Gibt's Nicht Umsonst! (Teill III) LP/CD (Hulk)
- 2016: Der LP/CD (Hulk)

| Año | Álbum | Discográfica |
| --- | ----- | ------------ |

## Discografía

### Discografía y Otras Publicaciones
- 1990: Klebstoff 7" (Hulk) - längst aus
- 1991: Für'n Arsch (Hulk) - auch aus
- 1992: Bleib tapfer LP/CD (CD mit für'n Arsch LP als Bonus) (Hulk) - so nicht mehr zu kriegen
- 1992: Roy Black 7" (Hulk) - vergriffen
- 1992: Roy Black 7" (Hulk) (mit anderer B-Seite) leider auch alle weg
- 1992: Schlachtrufe BRD II-Comp. LP/CD (A.M. Music) - deleted
- 1992: Alptraummelodien-Comp.Do-LP/CD (Impact Rec.)
- 1993: All that she wants 7" /MCD (HULK) - nicht mehr da
- 1993: All that she wants MCD/CD-Single (Polydor) - längst aus dem Programm
- 1993: All that she wants MCD (Mega Records) Special für: D-N/FIN/SWE/NOR
- 1994: K-Tel Techno & Dance V. Comp.CD (K-Tel) Finnland only, auch 'ne Rarität
- 1994: The best of Australia ´N´ Surf Compilation CD/LP/MC (Australien) Aussieland - tja
- 1994: Vitaminepillen Vol. 3-Comp. Do-LP/CD (Vitaminepillen Rec.)
- 1994: Das goldene Stück Scheiße Picture-7" (Hulk) - auch ausverkauft
- 1994: Hey Thomas MCD (Hulk) - gestrichen
- 1994: Uuaarrgh! DO-LP/CD (Hulk)
- 1994: WIZO/Aurora - Mindhallig Punk Split-Tape (LMS-Records) Ungarn only
- 1994: Save the Vinyl-Comp. LP/CD (Bellaforte Records) - happig
- 1995: Uuaarrgh! CD/LP/MC (Fat Wreck Chords) US-Version
- 1995: Bleib tapfer/Für'n Arsch - CD (zensierte Version) (Hulk)
- 1995: Herrénhandtasche Mini-CD/10" (Hulk)
- 1995: I Hear Ya!-Comp. CD (Caroline Records) USA schwierig
- 1995: Punk Uprisings Comp. CD (Lookout Records) US-Amerika
- 1995: Flashing in the pit Comp. (C.R. Distribution) Japan-only und superrar
- 1995: Pogo, strut, slam, swivel and mosh Comp. CD (Devil Doll Records USA) - viel Spaß
- 1996: Survival of the Fattest Vol. 2-Comp. LP/CD (Fat Wreck-Chords)
- 1996: Partisanen III Comp. CD (Day-Glo Records)
- 1996: Punk Chartbusters Vol. 2 Compilation (Wolverine Records)
- 1996: NUAZO/Doof Wie Scheisse 7" (Hulk)
- 1997: Stay Wild Comp. LP (Stay Wild Fanzine)
- 1997: Götterdämmerung Comp. Do-CD (Gringo Rec.)
- 1997: Weihnachten stinkt! Split-7"/CDS mit Hi-Standard (Hulk/Pizza of Death)
- 1998: Kraut und Rüben LP/CD (Fat Wreck Chords)
- 1998: Sokk ´n´ Roll Compilation MC - Ungarn only
- 1998: Moto XXX Soundtrack Comp. CD (Quick Fix Recordings)
- 1999: Fat Music Vol. IV: Life in the Fat Lane Comp. CD (Fat Wreck Chords)
- 1999: Short Music for Short People Comp. CD (Fat Wreck Chords)
- 2001: Live Fat - Die Young Comp. CD (Fat Wreck Chords)
- 2002: Uncontrollable Fatulence Comp. CD/LP (Fat Wreck Chords)
- 2003: La Musique De Paris Derniere 3
- 2003: Aggropop Now! - The Terrorgruppe 10 Year Anniversary Comp. Do-CD (Destiny Records)
- 2003: Punk Rock BRD - 50 Bands & 50 Hits von 1977 bis Heute Comp. 3CD´s/3LP´s (Weird System)
- 2004: Nazis Raus Do-CD (Weird System)
- 2004: Stick-EP 64MB-USB-STICK (Hulk Räckorz)
- 2004: Punk Rock BRD II - 50 Bands & 50 Hits von 1977 bis Heute Comp. 3CD´s (Weird System)
- 2004: Anderster - CD/LP (Hulk Räckorz)
- 2014: Punk Gibt's Nicht Umsonst! (Teill III) LP/CD (Hulk)
- 2016: Der LP/CD (Hulk)
- 2018: Ich War, Ich Bin Und Ich Werde Sein 7" (Hulk)

| Año | Álbum | Discográfica |
| --- | ----- | ------------ |